# Palpares cognatus
Palpares cognatus är en insektsart som beskrevs av Jules Pièrre Rambur 1842. Palpares cognatus ingår i släktet Palpares och familjen myrlejonsländor. Inga underarter finns listade i Catalogue of Life.